# Torneo Diputación (bolo palma)
El Torneo Diputación fue la competición de bolo palma por equipos más importante en España desde su creación en 1958 hasta su desaparición en 1987, sustituida por la Liga Nacional de Bolos. La liga la disputaron ocho equipos o "peñas" en su edición original, mientras que en la última temporada lo hicieron doce. Todos las peñas participantes en la competición fueron cántabras, lugar donde este deporte está más arraigado. 

## Historia
A pesar de que el juego de los bolos, en su modalidad de bolo palma, se venía practicando en Cantabria desde muchos años antes, y de que la primera peña bolística fue fundada en 1899 ("La Amistad" de Torrelavega), no fue hasta finales de los años 50 cuando se creó una competición de Liga en la que participasen las diferentes peñas. La competición de liga se denominó Torneo Diputación (siendo la Diputación el órgano de gobierno de la entonces Provincia de Santander).
La primera temporada la liga contó con ocho peñas participantes: La Carmencita de Santander, Conde San Diego de Cabezón, Bolística "A" de Torrelavega, Bolística "B" de Torrelavega, Sniace de Torrelavega, Solvay de Barreda, Mozo de Campuzano (Campuzano) y Telesforo Mallavia de Torrelavega. En principio iba a participar la peña de Renedo, pero ante la imposibilidad de hacerlo entró una segunda cuadrilla de la Bolística y se guardó la plaza a Renedo para la siguiente campaña. La clasificación final fue:
| Puesto | Peña                            | Puntos |
| 1º     | La Carmencita (Santander)       | 26     |
| 2º     | Solvay (Torrelavega)            | 19     |
| 3º     | Bolística Torrelavega           | 17     |
| 4º     | Sniace (Torrelavega)            | 16     |
| 5º     | Mallavia (Torrelavega)          | 14     |
| 6º     | Mozo de Campuzano (Torrelavega) | 11     |
| 7º     | Conde San Diego (Cabezón)       | 5      |
| 8º     | Bolística 'B' (Torrelavega)     | 4      |

Tras esta primera temporada la liga se amplió a diez peñas en 1959, y en 1963 se volvió a ampliar hasta doce peñas, que fue el número de participantes hasta la temporada de desaparición de la competición (1987).
La primera peña dominadora del campeonato fue La Carmencita de Santander, que logró el título en las tres primeras ediciones (1958, 1959 y 1960). Los años 60 fueron dominados por la Peña Las Higueras de Soto de la Marina, que alcanzó el campeonato en cinco temporadas consecutivas (1964, 1965, 1966, 1967 y 1968). Los años 70 vieron a la Bolística de Torrelavega y a Comillas como las grandes dominadoras. Finalmente en los años 80 no hubo un claro dominador, con dos peñas logrando dos títulos (Construcciones Rotella de Torrelavega en 1982 y 1985, y Puertas Roper de Maliaño en 1984 y 1986), y cuatro peñas más con una victoria cada una.
La Federación Española de Bolos puso en marcha una competición liguera paralela en 1987 incluyendo a peñas de Asturias, Cantabria, Madrid y el País Vasco (la Liga Nacional de Bolos), y en 1988 se unificaron las dos competiciones, desapareciendo el Torneo Diputación.

## Palmarés de la Liga
| Año  | Campeón                                  | Segundo                       | Tercero                             |
| ---- | ---------------------------------------- | ----------------------------- | ----------------------------------- |
| 1958 | La Carmencita                            | Solvay (Barreda)              | Bolística Torrelavega               |
| 1959 | La Carmencita                            | Conde San Diego (Cabezón)     | Solvay (Barreda)                    |
| 1960 | La Carmencita                            | Mallavia (Torrelavega)        | Conde San Diego (Cabezón)           |
| 1961 | Conde San Diego (Cabezón)                | Mallavia (Torrelavega)        | La Carmencita                       |
| 1962 | La Carmencita                            | Cabezón-Escudo FJ             | Mallavia (Torrelavega)              |
| 1963 | Cabezón-Escudo FJ                        | La Carmencita                 | Bolística Torrelavega               |
| 1964 | Las Higueras (Soto de la Marina)         | Bolística Torrelavega         | La Carmencita                       |
| 1965 | Las Higueras (Soto de la Marina)         | Mallavia (Torrelavega)        | Zurdo de Bielva (Roiz)              |
| 1966 | Las Higueras (Soto de la Marina)         | Zurdo de Bielva (Roiz)        | Solvay (Barreda)                    |
| 1967 | Las Higueras (Soto de la Marina)         | Mallavia (Torrelavega)        | Solvay (Barreda)                    |
| 1968 | Las Higueras (Soto de la Marina)         | Mallavia (Torrelavega)        | Peñacastillo (Santander)            |
| 1969 | Bolística Torrelavega                    | Mallavia (Torrelavega)        | Zurdo de Bielva (Roiz)              |
| 1970 | Bolística Torrelavega                    | Peñacastillo (Santander)      | Zurdo de Bielva (Roiz)              |
| 1971 | Zurdo de Bielva (Roiz)                   | Comillas                      | Peñacastillo (Santander)            |
| 1972 | Bolística Torrelavega                    | Textil Escudo (Cabezón)       | Peñacastillo (Santander)            |
| 1973 | Bolística Torrelavega                    | Textil Escudo (Cabezón)       | La Carmencita                       |
| 1974 | Comillas                                 | Bolística Torrelavega         | Textil Santanderina (Cabezón)       |
| 1975 | Comillas                                 | Bolística Torrelavega         | Textil Santanderina (Cabezón)       |
| 1976 | Bolística Torrelavega                    | Textil Santanderina (Cabezón) | Comillas                            |
| 1977 | Bolística Torrelavega                    | Textil Santanderina (Cabezón) | La Rabia                            |
| 1978 | Textil Santanderina (Cabezón)            | Muebles Solares (Muriedas)    | Comillas                            |
| 1979 | Comillas                                 | Textil Santanderina (Cabezón) | Bolística Torrelavega               |
| 1980 | Bolística Torrelavega                    | Peñacastillo (Santander)      | Textil Santanderina (Cabezón)       |
| 1981 | Santa María del Sel (Helguera de Reocín) | Mallavia (Torrelavega)        | Peñacastillo (Santander)            |
| 1982 | Constr. Rotella                          | Mallavia (Torrelavega)        | Darío Gutiérrez (Puente San Miguel) |
| 1983 | La Carmencita                            | Peñacastillo (Santander)      | La Cavada                           |
| 1984 | Puertas Roper                            | Constr. Rotella               | Peñacastillo (Santander)            |
| 1985 | Constr. Rotella                          | Peñacastillo (Santander)      | Liérganes                           |
| 1986 | Puertas Roper                            | La Carmencita                 | Casa Sampedro (Torres)              |
| 1987 | Peñacastillo (Santander)                 | La Carmencita                 | La Cavada                           |

## Resumen de títulos
- PB Torrelavega: 7 títulos (1969, 1970, 1972, 1973, 1976, 1977, 1980)
- PB Las Higueras (Soto de la Marina): 5 títulos (1964, 1965, 1966, 1967, 1968)
- PB La Carmencita (Santander): 5 títulos (1958, 1959, 1960, 1962 y 1983)
- PB Conde San Diego / Textil Santanderina (Cabezón de la Sal): 3 títulos (1961, 1963, 1978)
- PB Comillas: 3 títulos (1974, 1975, 1979)
- PB Constr. Rotella (Torrelavega): 2 títulos (1982 y 1985)
- PB Maliaño - Puertas Roper: 2 títulos (1984 y 1986)
- PB Zurdo de Bielva (Roiz): 1 título (1971)
- PB Sta. María del Sel (Helguera de Reocín): 1 título (1981)
- PB Peñacastillo (Santander): 1 título (1987)